# NGC 1421
NGC 1421 é uma galáxia espiral barrada (SBbc) localizada na direcção da constelação de Eridanus. Possui uma declinação de -13° 29' 16" e uma ascensão recta de 3 horas, 42 minutos e 29,4 segundos.
A galáxia NGC 1421 foi descoberta em 1 de Fevereiro de 1785 por William Herschel.